# دير قانون
بلدة دير قانون بلدة سورية تابعة إداريا لمنطقة قدسيا التابعة بدورها لمحافظة ريف دمشق، ترتفع 900م عن سطح البحر، تقع بين ناحية عين الفيجة وناحية الديماس على الجهة الجنوبية للطريق الواصل بين قدسيا الجديدة ومضايا والجهة الشمالية للطريق الرئيسي المؤدي إلى الحدود السورية اللبنانية - نقطة عبور جديدة يابوس.
تحدها كل من القرى والبلدات التالية: عين الفيجة - دير مقرن - كفير الزيت - الحسينية - الديماس - مساكن الديماس -جديدة الوادي.